# MediaWiki
MediaWiki je software (wiki systém), na kterém běží Wikipedie a další projekty nadace Wikimedia. MediaWiki se někdy proto označuje jako engine Wikipedie. MediaWiki je svobodný software, šířený pod licencí GNU GPL.
Program MediaWiki je napsán v PHP s využitím databáze MySQL[zdroj?] nebo PostgreSQL. Původním autorem je Magnus Manske. Do doby vytvoření MediaWiki používala Wikipedie systém UseModWiki (toto období je označováno jako Phase I), 25. ledna 2002 Wikipedie přešla na nový systém, tento den je označován jako Magnus Manske Day.
Po zásadním přepracování programu (tzv. Phase III) byl program přejmenován na MediaWiki, podle názvu nadace Wikimedia. Tato podobnost názvů je někdy kritizována jako matoucí.

## Historie
První verze MediaWiki, 1.1, byla vydána v prosinci 2003.
| Verze | Datum              | Hlavní změny |
| ----- | ------------------ | --- |
| 1.1   | 8. prosince 2003   | - Nová syntaxe wiki tabulky - Uživateli editovatelné texty prostředí - Export stránek do formátu XML s volitelnou historií stránky - „Kouzelná slůvka“ – speciální proměnné a instrukce parseru                                                                               |
| 1.2   | 24. března 2004    | - Experimentální „internetový“ instalační program - Změna velikosti obrázku a generování náhledů - Editační panel - Management uživatelských práv ve wiki |
| 1.3   | 11. srpna 2004     | - CSS vzhled „MonoBook“ a lepší podpora webových strandardů - Parametrizovatelné šablony - Kategorie - Automatické sloučení při editačním konfliktu - Vylepšená instalace |
| 1.4   | 20. března 2005    | - Uživateli nastavitelný jazyk prostředí - Výrazná vylepšení výkonu - Komprese starších revizí článků - Generování galerií obrázků, seznam právě nahraných obrázků - Podpora formátu SVG                                                                                      |
| 1.5   | 5. října 2005      | - Výrazná změna struktury databáze - Výrazná vylepšení výkonu - Trvalé odkazy revizí - Velké objemy dat mimo hlavní databázi - Emailové notifikace - Stránky musí být kódovány v UTF-8                                                                                        |
| 1.6   | 5. dubna 2006      | - Nový formulář zamykání/odemykání stránek - „Fronta údržby“ pro průběžné aktualizace na pozadí - Vylepšené zaznamenávání využití šablon - Výchozí hodnoty pro parametry šablon - Vyžaduje databázi MySQL verze 4.x                                                           |
| 1.7   | 7. července 2006   | - Vyžaduje jazyk PHP 5 (doporučuje se verze 5.1) - Vymazané soubory nyní mohou být obnoveny |
| 1.8   | 10. října 2006     | - Plná podpora databáze PostgreSQL (8.1 a novější) - Podpora DjVu náhledů a vícestránkové navigace - Různé změny v blokování uživatelů - Nahrávání souborů z veřejně dostupné URL                                                                                             |
| 1.9   | 10. ledna 2007     | - Funkce „zrušení revize“ - Různá vylepšení v blokování a u speciálních stránek - Řazení v tabulkách - Počítadlo editací uživatelů - Zobrazení velikosti revize v posledních změnách a sledovaných stránkách - Názvy speciálních stránek mohou být přeloženy do jiných jazyků |
| 1.10  | 9. května 2007     | - Funkce „kaskádového zamykání“ - Různé popisky a klávesové zkratky - Různá vylepšení v blokování a u speciálních stránek - Podpora IPv6 |
| 1.11  | 10. září 2007      | - Přidány proměnné $wgAddGroups a $wgRemoveGroups pro lepší kontrolu nad přiřazováním a odebíráním uživatelských práv - Vylepšena na AJAXu postavená správa sledovaných stránek                                                                                               |
| 1.12  | 20. března 2008    | - Výrazné změny v překládání a lokalizaci, nové překlady, podpora židovského, thajského a íránského kalendáře - Přepsán překladač parseru - Zjednodušení a vylepšení správy uživatelských práv                                                                                |
| 1.13  | 14. srpna 2008     | - Nové speciální stránky Hledání duplicitních souborů a Práva skupin uživatelů - Změna vzhledu speciálních stránek Uživatelská práva a Speciální stránky - Skrývání kategorií - Vylepšení chování neexistujících stránek - Automatické napravování dvojitých přesměrování     |
| 1.14  | 22. února 2009     | |
| 1.15  | 10. června 2009    | |
| 1.16  | 28. července 2010  | |
| 1.17  | 22. června 2011    | |
| 1.18  | 28. listopadu 2011 | |
| 1.19  | 2. května 2012     | |
| 1.20  | 7. listopadu 2012  | |
| 1.21  | 25. května 2013    | |
| 1.22  | 7. prosince 2013   | |
| 1.23  | 5. června 2014     | |
| 1.24  | 27. listopadu 2014 | |
| 1.25  | 25. května 2015    | |
| 1.26  | 25. listopadu 2015 | |
| 1.27  | 28. června 2016    | |
| 1.28  | 28. listopadu 2016 | |
| 1.29  | 13. července 2017  | |